# Juliusz Wertheim
Juliusz Wertheim (ur. 24 września 1880 w Warszawie, zm. 6 maja 1928 tamże) – polski kompozytor, pianista, dyrygent, pedagog i krytyk muzyczny; przyjaciel Artura Rubinsteina.

## Życiorys
Pochodził z zamożnej rodziny żydowskiej, która przyjęła wyznanie ewangelicko-augsburskie. Jego ojciec Piotr, warszawski bankier, był przyrodnim bratem Karola Tausiga, zaś jego matka Aleksandra Klementyna była córką Ferdynanda Leo, wydawcy dziennika „Gazeta Polska”, i utalentowaną śpiewaczką.
Juliusz rozpoczął naukę gry na fortepianie u Rudolfa Strobla, który wysłał go do Berlina na naukę pianistyki u Maurycego Moszkowskiego i Heinricha Bartha oraz kompozycji u Heinricha Urbana. Po powrocie do Warszawy rozpoczął regularne studia w Konserwatorium: teorii u Zygmunta Noskowskiego i pianistyki u Józefa Śliwińskiego. Studia ukończył w roku 1901.
Juliusz Wertheim zaprzyjaźnił się z Arturem Rubinsteinem, Pawłem Kochańskim i Karolem Szymanowskim. Zachęcił Rubinsteina do głębszego zainteresowania się twórczością Chopina. W swoich pamiętnikach Rubinstein opisał swoje stosunki z rodziną Wertheimów, opisując ich pod pseudonimem Harman.
W lutym 1904 Rubinstein wykonał w Filharmonii warszawskiej partię fortepianową „Fantazji” Wertheima pod dyrekcją jej kompozytora.
W latach 1915–1916 został asystentem dyrygenta w Filharmonii Warszawskiej. Został powołany na profesora instrumentacji w Konserwatorium Warszawskim, a po przeniesieniu do Berlina zajął się kompozycją. W roku 1924 opublikował cztery symfonie, sonaty i wariacje fortepianowe oraz pieśni.
Juliusz Wertheim zmarł nagle w wieku 48 lat na zawał podczas transmitowanego przez Polskie Radio koncertu dyrygując w Filharmonii Preludium do Śpiewaków norymberskich Richarda Wagnera.
Dzieła Wertheima obejmują m.in. koncert fortepianowy h-moll, sonatę skrzypcową, Symfonische Variationen na wlasny temat op. 19, wydane w Berlinie przez wydawnictwo Simrock,  nie ukończoną operę „Fata Morgana”.
Twórczość Wertheima w dużej części zaginęła podczas II wojny światowej, wiele utworów spłonęło w Warszawie, a wydawnictwo Simrock wycofało i zniszczyło opublikowane przez siebie egzemplarze.
Zachowane utwory charakteryzuje powaga, większość pozostaje w tonacjach molowych. W porównaniu do równieśników - m.in. Szymanowskiego czy Karłowicza, muzyka Wertheima brzmi tradycyjnie, mieści się w ramach stylistyki Brahmsa, Liszta lub Wagnera.
Został pochowany na cmentarzu ewangelicko-augsburskim w Warszawie (aleja F, grób 34).